# Courrier sud
Pour les articles homonymes, voir Courrier sud (homonymie).
Courrier sud est un roman d'Antoine de Saint-Exupéry paru en 1929 aux éditions Gallimard.

## Genèse de l'œuvre
Après la parution de sa nouvelle L'Aviateur en 1926, Saint-Exupéry reprend ses notes et en tire ce premier roman. Il y raconte, depuis des notes de vol, l'épopée du courrier à destination de l'Amérique du Sud via l'Espagne, le Maroc, la Mauritanie jusqu'à Dakar où ce courrier embarque sur un bateau pour l'autre continent.
Publié en 1929 chez Gallimard, La Nouvelle Revue Française en avait publié des extraits dans son No 188 de mai 1929.

## Résumé
Jacques Bernis est pilote sur les lignes Latécoère qui transportent le courrier de Toulouse à Casablanca et Dakar. Solitaire, il se réfugie à l'intérieur de sa carlingue pour fuir la vie monotone de ces années d'après-guerre. Un jour, il rencontre Geneviève, laquelle est mariée. Bernis décide alors de sortir de son cocon, part avec elle à l'aventure, mais l'existence qu'il lui propose ne pouvant pas lui convenir, il la ramène auprès de son mari. Le roman est parsemé du récit fragmentaire et tragique de cet amour.

## Analyse
C'est à la fois un récit autobiographique de pilote et un documentaire lyrique de ses réflexions sur l'héroïsme et la solitude, compagne fidèle de l'aviateur des débuts de l'aéronautique. Il faut en effet se rappeler ces débuts. L'homme est seul dans des machines rétives, peu fiables, et il est à la merci des éléments souvent déchaînés et dont les comportements étaient mal connus, le tout sans radio, survolant des contrées inhospitalières, avec des cartes aux taches blanches alors encore innombrables, où chaque panne pouvait signifier la mort dans un atterrissage raté ou par le fusil ou le sabre des hommes des tribus bédouines.
On retrouvera dans l'œuvre ce style poétique et métaphorique qui déjà pointait dans L'Aviateur et qui connaîtra le succès que l'on sait dans Le Petit Prince.

## Adaptation
- 1936 : Courrier sud, film français réalisé par Pierre Billon, d'après le roman éponyme, avec Pierre Richard-Willm, Jany Holt et Charles Vanel.

## Raid Courrier Sud
(janvier 2010).
Si vous disposez d'ouvrages ou d'articles de référence ou si vous connaissez des sites web de qualité traitant du thème abordé ici, merci de compléter l'article en donnant les références utiles à sa vérifiabilité et en les liant à la section « Notes et références ».
Un raid sportif est créé en 1998. Nommé Raid courrier sud, il rend hommage à Saint-Exupéry. Il se déroule au Maroc. Pendant une semaine à la Toussaint, 15 à 20 équipes de 4 (ou 5) personnes font des épreuves de course à pied (15 à 25 km) ou de VTT (25 à 50 km). Depuis quelques années, ce raid accueille des équipes de professionnels (sportifs de haut niveau), des équipes de Marocains, ou encore des équipes de lycéens. Les participants ont tous les âges, de 15 à 60 ans.